# Ollie Hassell-Collins
Oliver John "Ollie" Hassell-Collins (Reading, 17 gennaio 1999) è un rugbista internazionale per l'Inghilterra, tre quarti ala del Leicester.

## Biografia
Nativo di Reading, nel Berkshire, si formò scolasticamente e rugbisticamente a Newbury prima di entrare a sedici anni nelle giovanili del London Irish.
Inizialmente seconda linea per via della sua altezza (1,93 m), si trasformò successivamente in ala.
Girato in prestito al Rosslyn Park, giocò in nazionale U-18 nel 2017 e successivamente, a ottobre 2018, debuttò con il London Irish in Championship contro il Cornish Pirates.
Con la promozione ottenuta a fine stagione, giunse anche il debutto in Premiership per Hassell-Collins, insieme alla convocazione nell'Inghilterra U-20 per il Sei Nazioni e il campionato mondiale di categoria.
Nel 2023, a causa della crisi finanziaria che a fine stagione avrebbe indotto la Federazione a escludere il London Irish dal campionato, Hassel-Collins firmò un accordo con Leicester a partire dalla stagione 2023-24; il contratto è stato prolungato dopo la prima stagione al club.
A fine campionato 2024-25 Hassell-Collins si è imposto congiuntamente a Gabriel Ibitoye come miglior marcatore di stagione con 13 mete.